# Escultura de san Pablo (Hospital de Tavera)
San Pablo es una escultura realizada por Giraldo de Merlo según diseño del Greco. Forma parte del conjunto artístico de la iglesia del Hospital de Tavera en Toledo. Está situado en el lado izquierdo del cuerpo inferior del retablo principal de dicho conjunto, formando pendant con la escultura de san Pedro, situada en el lateral derecho .

## El retablo y sus esculturas
Actualmente, el retablo forma dos grandes cuerpos, con columnas compuestas y pilastras, y rematado por amplias cornisas salientes. Originalmente, estaba totalmente dorado, pero actualmente está repintado, imitando mármoles, de forma que el oro solamente permanece en basas y capiteles. Una referencia de Sixto Ramón Parro en 1854, a la pintura marmórea en la arquitectura, demuestra que pronto pasó de moda el dorado.

### Esculturas
San Pablo está representado de pie, con su mano derecha apoyada en una espada, atributo de su ejecución como mártir cristiano.
Siete grandes esculturas del retablo mayor son obra de Giraldo de Merlo, aunque terminadas por un escultor desconocido. Presentan un estilo homogéneo, notablemente alargado, y no se iniciaron antes de la muerte del Greco. El San Juan Bautista del cuerpo principal es de un estilo totalmente diferente, ya que fue realizado por Antonio Cuello.
La tasación realizada el 22 de septiembre de 1628 asegura que dichas estatuas se habían realizado de acuerdo con la traza vieja. Esto es la prueba definitiva de que el escultor había utilizado los dibujos originales del Greco, ya que en el contrato se le encarga el retablo con unas esculturas, cuyos dibujos ya habían sido aceptados. Su forma alargada y tipología facial confirman la evidencia documental. Además, las otras obras realizadas por Giraldo de Merlo son muy diferentes. Estas estatuas no son su mejor creación, porqué permanecieron inconclusas debido a su muerte (1620), siendo acabadas por otro artista —probablemente un ayudante de José Manuel— entre 1624-28. Los personajes representados parecen ser los siguientes:
1. En los nichos inferiores, de izquierda a derecha: San Pablo y San Pedro.
2. Encima de ella: Santiago el Mayor y Mateo el Evangelista.
3. En la repisa del remate, de izquierda a derecha: Andrés el Apóstol, la Virgen María, Juan el Evangelista y Tomás el Apóstol.[5]

Estas estatuas, originalmente doradas, fueron pintadas de blanco, probablemente debido al gusto artístico del Neoclasicismo del siglo XIX.